# I Love Me
"I Love Me" é uma canção da cantora americana Demi Lovato Foi escrita por Lovato com Anne-Marie, Jennifer Decilveo, Sean Douglas, Alex Niceforo, Keith Sorrells e Warren "Oak" Felder, com a produção sendo realizada pelos três últimos. Foi lançada em 6 de março de 2020 pela Island Records. A canção foi originalmente destinada a ser o primeiro single do sétimo álbum de estúdio de Lovato, Dancing with the Devil... The Art of Starting Over, mas foi retirada da lista de faixas final. A canção foi incluída na edição expandida do álbum.

## Antecedentes
Demi anunciou a música em suas redes em 2 de março, também compartilhando a arte da capa da música, uma imagem borrada de Lovato vestindo uma jaqueta vermelha e brincos de argola. A música compartilha seu nome com uma hashtag Lovato usada em fevereiro de 2020, #ILoveMe, para acompanhar uma foto sua sem maquiagem que ela compartilhou nas mídias sociais. Também tem semelhança com uma tatuagem que Lovato postou no Instagram em junho de 2019, na qual o dedo anelar da mão esquerda foi tatuado com a palavra "eu", com a imagem legendada. Lovato descreveu a inspiração por trás da tatuagem como um "lembrete para sempre" de "eu primeiro" e que "você não pode amar ninguém a menos que se ame primeiro".

## Recepção da crítica
Heran Mamo, da Billboard, referindo-se ao Lyric Video que descreve a cidade de Nova York vintage, disse que "A maneira como Lovato se aprende na música e transmite essa mensagem edificante para seus fãs é vista nas cenas de arranha-céus de baixo ângulo, significando como alguém pode se elevar acima de sua própria turbulência, comparando-se aos grandes edifícios que se erguem acima de toda a cidade". Mike Nied, do Idolator, chamou a música de "bop com uma mensagem muito importante", acrescentando que "traz tanta personalidade quanto 'Sorry Not Sorry', mas se sente mais elevada". Chris Murphy, do Vulture, considerou "I Love Me" como "uma música pop introspectiva e empolgante sobre amor próprio e dúvida".

## Videoclipe
O videoclipe de "I Love Me" foi dirigido por Hannah Lux Davis e filmado em Nova Iorque. Em 5 de março de 2020, Lovato lançou um teaser de 30 segundos do videoclipe nas redes sociais. Ele estreou na MTV Live em 6 de março de 2020 e depois no YouTube. Ele acumulou 5,8 milhões de visualizações no YouTube nas primeiras 24 horas na plataforma.
Lovato disse que o vídeo foi de longe o "mais emocionante" para ela filmar e explicou que era importante adicionar "easter eggs" que representam certos momentos e incidentes em sua vida.

## Apresentações ao vivo
Lovato cantou a música em casa no The Tonight Show Starring Jimmy Fallon em 31 de março de 2020.

## Desempenho nas tabelas musicas

### Posições
| Tabela musical (2020)                        | Melhor posição |
| -------------------------------------------- | -------------- |
| Alemanha (GfK Entertainment Charts)          | 89             |
| Áustria (Ö3 Austria Top 40)                  | 60             |
| Bélgica (Ultratop 40 de Flandres)            | 11             |
| Canadá (Canadian Hot 100)                    | 30             |
| Chéquia (Singles Digitál Top 100)            | 47             |
| Estados Unidos (Billboard Hot 100)           | 18             |
| Estados Unidos (Billboard Adult Pop Songs)   | 16             |
| Estados Unidos (Billboard Mainstream Top 40) | 12             |
| Escócia (Official Charts Company)            | 13             |
| Eslováquia (IFPI)                            | 56             |
| Grécia (IFPI Greece)                         | 53             |
| Hungria (Rádiós Top 40)                      | 4              |
| Hungria (Stream Top 40)                      | 40             |
| Irlanda (IRMA)                               | 30             |
| Lituânia (AGATA)                             | 60             |
| Nova Zelândia (RMNZ)                         | 4              |
| Países Baixos (Mega Single Top 100)          | 93             |
| Portugal (AFP)                               | 64             |
| Reino Unido (UK Singles Chart)               | 35             |
| Suíça (Schweizer Hitparade)                  | 65             |

## Históricos de lançamentos
| Local          | Data               | Formato(s)                 | Versão              | Gravadora(s) | Ref.   |
| -------------- | ------------------ | -------------------------- | ------------------- | ------------ | ------ |
| Vários         | 6 de março de 2020 | Download digital streaming | Original            |              | [ 36 ] |
| Itália         | 6 de março de 2020 | Rádios mainstream          | Original            |              | [ 37 ] |
| Estados Unidos | 9 de março de 2020 | Rádios adult contemporary  | Original            |              | [ 38 ] |
| Estados Unidos | 10 março de 2020   | Rádios mainstream          | Original            |              | [ 39 ] |
| Vários         | 9 de abril de 2020 |                            | Remix de Zac Samuel |              | [ 40 ] |
| Vários         | 6 de maio de 2020  |                            | Versão Emo          |              | [ 41 ] |